# Silencio = Muerte

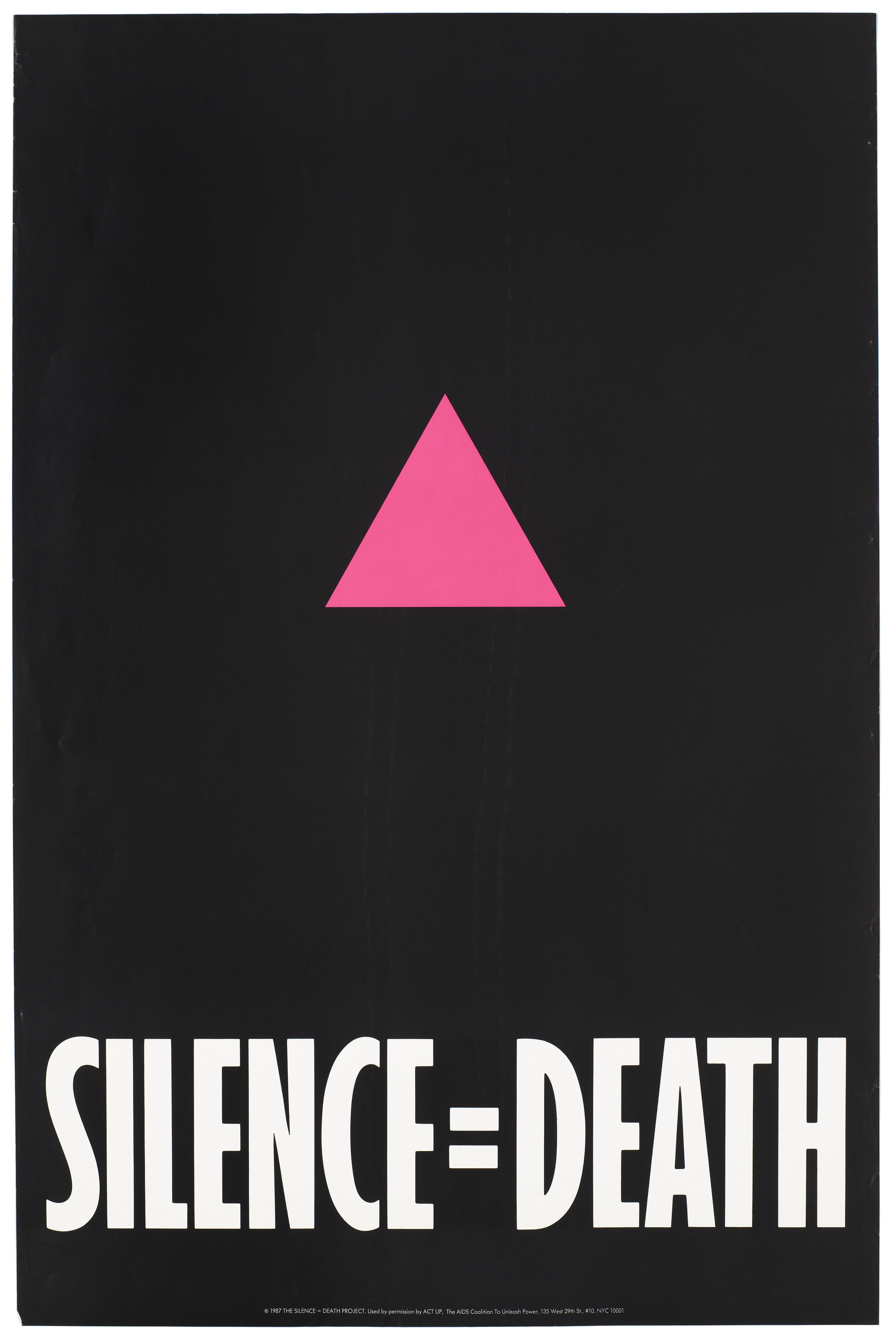
El póster Silencio=Muerte con el triángulo rosa creado por el colectivo Silence=Death Project, usado también por ACT UP como símbolo de lucha contra el SIDA.

Silencio = Muerte (en inglés Silence=Death) es uno de los iconos políticos más conocidos de la lucha contra el SIDA. Fue el trabajo colectivo de seis miembros del grupo Silence=Death Project de Nueva York: Avram Finkelstein, Brian Howard, Oliver Johnston, Charles Kreloff, Chris Lione y Jorge Soccarás.

## Historia
Avram Finkelstein fundó el colectivo Silence=Death Project junto a Jorge Soccarás en 1985 durante el auge de la crisis del SIDA como un grupo de concienciación, aunque debido al contenido de sus discusiones pronto se convirtió en un grupo político.
En 1987, el grupo decidió crear un cartel para pegarlo por la ciudad de Nueva York. Decidieron no utilizar imágenes fotográficas por ser excluyentes, utilizando un lenguaje más abstracto en un intento de llegar a audiencias más amplias.
Crearon el cartel Silencio=Muerte usando únicamente la frase junto al triángulo rosa, una imagen que se había convertido en un símbolo de la comunidad gay durante los años 1970 tras resignificar su asociación con la persecución de homosexuales durante la Alemania Nazi y con el Holocausto.
El cartel Silencio=Muerte fue usado también por el grupo ACT UP (AIDS Coalition to Unleash Power) como imagen central de su campaña de activismo contra la pandemia de VIH/SIDA.